# Alicia (Isabela)
Alicia is een gemeente in de Filipijnse provincie Isabela in het noordoosten van het eiland Luzon. Bij de laatste census in 2007 had de gemeente ruim 61 duizend inwoners.

## Geografie

### Bestuurlijke indeling
Alicia is onderverdeeld in de volgende 34 barangays:
| - Amistad - Antonino - Apanay - Aurora - Bagnos - Bagong Sikat - Bantug-Petines - Bonifacio - Burgos - Calaocan - Callao - Dagupan | - Inanama - Linglingay - M.H. del Pilar - Mabini - Magsaysay - Mataas na Kahoy - Paddad - Rizal - Rizaluna - Salvacion - San Antonio | - San Fernando - San Francisco - San Juan - San Pablo - San Pedro - Santa Cruz - Santa Maria - Santo Domingo - Santo Tomas - Victoria - Zamora |

## Demografie
Alicia had bij de census van 2007 een inwoneraantal van 61.447 mensen. Dit zijn 4.269 mensen (7,5%) meer dan bij de vorige census van 2000. De gemiddelde jaarlijkse groei komt daarmee uit op 1,00%, hetgeen lager is dan het landelijk jaarlijks gemiddelde over deze periode (2,04%). Vergeleken met de census van 1995 is het aantal mensen met 8.781 (16,7%) toegenomen.

De bevolkingsdichtheid van Alicia was ten tijde van de laatste census, met 61.447 inwoners op 154,1 km², 398,7 mensen per km².